# NGC 7303
NGC 7303 is een spiraalvormig sterrenstelsel in het sterrenbeeld Pegasus. Het hemelobject werd op 15 september 1828 ontdekt door de Britse astronoom John Herschel.

## Synoniemen
- UGC 12065
- MCG 5-53-4
- ZWG 495.5
- KAZ 293
- IRAS 22292+3042
- PGC 69061